# Macallan
Macallan est une distillerie de whisky située à Craigellachie dans la région du Speyside en Écosse. Créée en 1824 par Alexander Reid, la distillerie appartient au groupe Edrington.
Macallan est une des distilleries les plus importantes du Speyside, tant en production qu’en renommée de ses whiskies.

## Historique
La distillerie Macallan est construite en 1824 par un nommé Alexander Reid.
Des travaux débutent en décembre 2014 pour édifier une nouvelle distillerie prévue pour 2014, pour un investissement de 100 millions de livres sterling (environ 125 millions d’euros). L'ancienne distillerie sera mise en sommeil, et ses équipements transférés dans la nouvelle. Dotée de nouveaux alambics Forsyth & Sons, en plus des actuels qui y seront donc transférés, la nouvelle distillerie disposera d’une capacité de production de quinze millions de litres d’alcool pur par an, contre neuf pour l'actuelle, ce qui en fera la plus grande distillerie de malt d’Écosse.

## Fabrication
La distillerie possède sept wash stills et quatorze spirit stills de très petite taille et produit près de six millions de litres d’alcool pur par an. Le vieillissement des whiskies se fait dans deux types de fûts. Une première série de fûts en provenance d'Espagne est utilisée. Ce sont des fûts fabriqués à la tonnellerie de Jerez de la Frontera à partir d'un bois riche en tannin. Ces fûts sont utilisés deux saisons pour la fabrication du sherry puis sont vidés et envoyés à la distillerie Macallan. La deuxième série de fûts est d'origine américaine. Ces fûts sont fabriqués dans une tonnellerie du Kentucky. Ils sont utilisés pour la maturation du bourbon pendant huit années. Ils sont ensuite vidés et envoyés à la distillerie Macallan.
Les versions du Macallan sont des assemblages des différentes maturations entre fûts espagnols et fûts américains. Ces single malts sont riches et puissants et marqués par des arômes de fruits secs et d’épices.

## Production
Il existe une très grande variété de versions du Macallan.
La production traditionnelle de Macallan :
- The Macallan 7 ans
- The Macallan 10 ans
- The Macallan 12 ans
- The Macallan 18 ans
- The Macallan 1979 Gran Reserva
- The Macallan 25 ans
- The Macallan 30 ans
- The Macallan cask strength

Macallan a lancé récemment une nouvelle série de whiskies nommée Fine Oak series, dont la particularité tient en l'utilisation de fûts de chêne européen:
- The Macallan 8 ans
- The Macallan 10 ans
- The Macallan 12 ans
- The Macallan 15 ans
- The Macallan 18 ans
- The Macallan 21 ans
- The Macallan 25 ans
- The Macallan 30 ans

Il existe également une gamme millésimée entre 1926 et 1976 : la Fine & Rare Collection.
La série 1824 de la distillerie regroupe 4 single malts sous les appellations Gold, Amber, Sienna et Ruby sans mention d’âge, mettant la sélection des fûts en avant.
Le Macallan est aussi utilisé comme base de blends pour The Famous Grouse notamment.

## Ventes
Avec neuf millions de litres d’alcool pur produits par an, Macallan est en 2014 la quatrième distillerie de malt d’Écosse, derrière Roseisle (Diageo), Glenfiddich (William Grant & Sons) et The Glenlivet (Pernod Ricard), et le troisième single malt le plus vendu au monde, la distillerie de Roseisle étant destinée à alimenter les blends de Diageo.

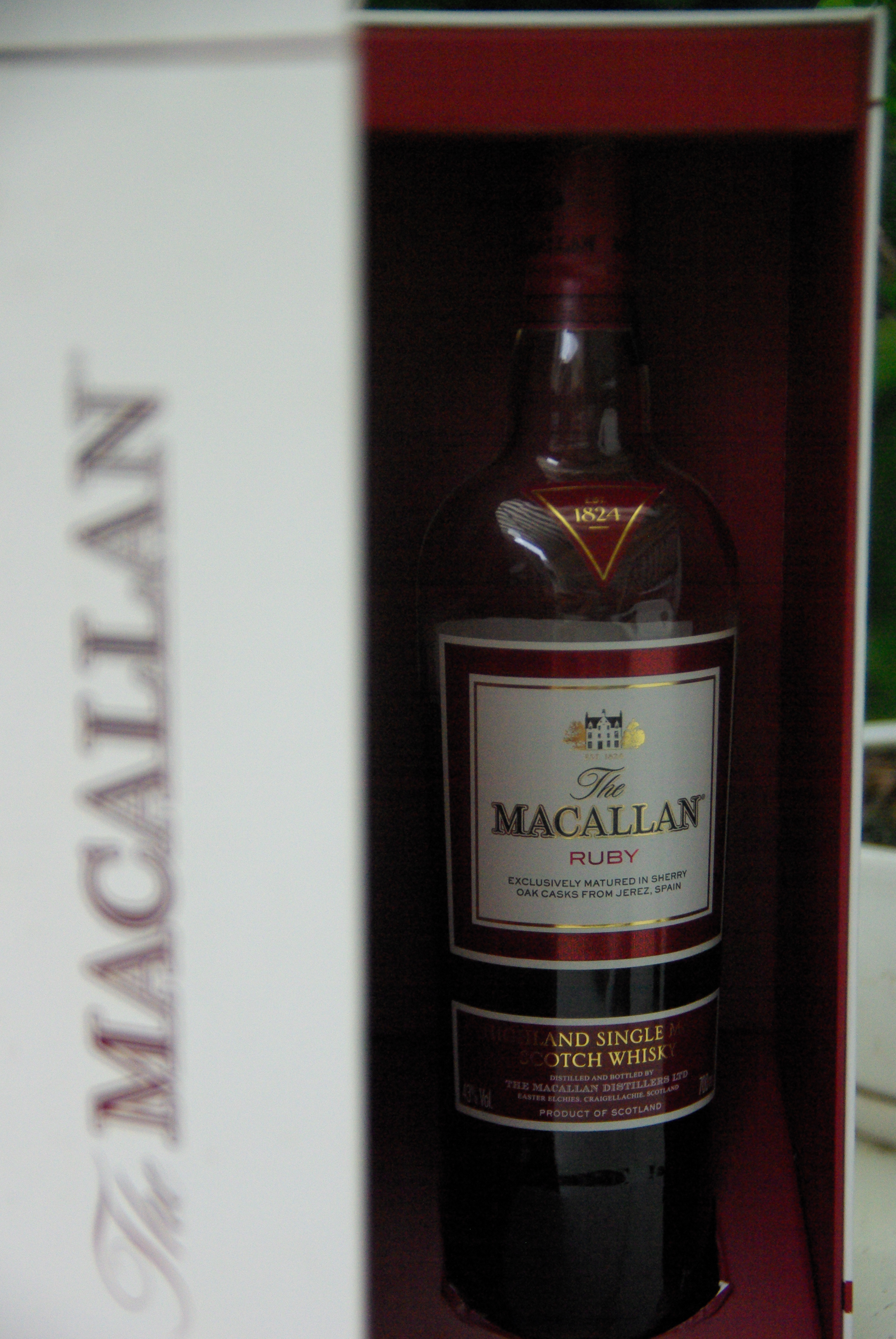
bouteille de Macallan RUBY dans son coffret

En décembre 2007, une bouteille de Macallan 1926 a été vendue aux enchères chez Christie's 54 000 dollars. Cela en faisait à l'époque la bouteille d'alcool la plus chère jamais vendue. Le 18 janvier 2014, une bouteille de six litres d'un Macallan Imperiale M Decanters a été vendue aux enchères 681,850 dollars à Hong-Kong, devenant la bouteille de whisky la plus chère de l'histoire.
A l'été 2017, l'Hôtel Waldhaus à Saint-Moritz (Suisse), détenteur de la plus grande collection de whiskys au monde, a ouvert une bouteille de 1878, dernière existante au monde, afin de combler le désir d'un amateur chinois, qui aurait déboursé 9999 CHF pour 2cl de ce précieux breuvage. Après expertise, la bouteille est en réalité une falsification, le whisky datant entre 1970 et 1972.
Un nouveau record est battu en novembre 2023, avec une vente aux enchères pour 2,188 millions de livres sterling. Ce whisky écossais distillé en 1926 a été mis en bouteille avec une étiquette dessinée en 1993 par le peintre italien Valerio Adami.